# Daaret
Daaret är en ö i Eritrea.   Den ligger i regionen Norra rödahavsregionen, i den nordöstra delen av landet, 90 km nordost om huvudstaden Asmara. Arean är 0,40 kvadratkilometer.
Terrängen på Daaret är mycket platt. Öns högsta punkt är 8 meter över havet. Den sträcker sig 0,9 kilometer i nord-sydlig riktning, och 0,7 kilometer i öst-västlig riktning.